# Alastair Chalmers
Alastair Chalmers (Guernsey, 31 de marzo de 2000) es un deportista británico que compite en atletismo, especialista en las carreras de velocidad y vallas. Ganó una medalla de bronce en el Campeonato Europeo de Atletismo en Pista Cubierta de 2025, en la prueba de 4 × 400 m mixto. Su hermano Cameron compite en el mismo deporte.

## Palmarés internacional
| Campeonato Europeo en Pista Cubierta | Campeonato Europeo en Pista Cubierta | Campeonato Europeo en Pista Cubierta | Campeonato Europeo en Pista Cubierta |
| Año                                  | Lugar                                | Medalla                              | Prueba                               |
| ------------------------------------ | ------------------------------------ | ------------------------------------ | ------------------------------------ |
| 2025                                 | Apeldoorn (Países Bajos)             | Medalla de bronce                    | 4 × 400 m mixto                      |